# 万家乡 (南充市)
万家乡，是中华人民共和国四川省南充市高坪区曾经下辖的一个乡。2019年10月，撤销万家乡和老君镇，设立老君街道，以原万家乡和原老君镇所属行政区域为老君街道的行政区域。

## 行政区划
万家乡撤销前下辖以下地区：
凤凰屋基村、邵家坪村、谢家寨村、图山寺村、图山寨村、谌家沟村和粟家沟村。